# Christine Day
Christine Day (Saint Mary, 23 agosto 1986) è una velocista giamaicana, specializzata nei 400 metri piani.

## Palmarès
| Anno | Manifestazione          | Sede           | Evento      | Risultato  | Prestazione | Note                                     |
| ---- | ----------------------- | -------------- | ----------- | ---------- | ----------- | ---------------------------------------- |
| 2009 | Mondiali                | Berlino        | 400 m piani | Semifinale | 53"46       |                                          |
| 2012 | Giochi olimpici         | Londra         | 400 m piani | Semifinale | 51"19       |                                          |
| 2012 | Giochi olimpici         | Londra         | 4×400 m     | Argento    | 3'20"95     | Miglior prestazione personale stagionale |
| 2013 | Mondiali                | Mosca          | 4×400 m     | Batteria   | dq          |                                          |
| 2014 | World Relays            | Nassau         | 4×400 m     | Argento    | 3'23"26     | [ 1 ]                                    |
| 2014 | Giochi del Commonwealth | Glasgow        | 400 m piani | Bronzo     | 51"09       |                                          |
| 2014 | Giochi del Commonwealth | Glasgow        | 4×400 m     | Oro        | 3'23"82     | Record dei Giochi                        |
| 2015 | World Relays            | Nassau         | 4×400 m     | Argento    | 3'22"49     | Miglior prestazione personale stagionale |
| 2015 | Mondiali                | Pechino        | 400 m piani | 4ª         | 50"14       | Miglior prestazione personale            |
| 2015 | Mondiali                | Pechino        | 4×400 m     | Oro        | 3'19"13     | Miglior prestazione mondiale stagionale  |
| 2016 | Giochi olimpici         | Rio de Janeiro | 400 m piani | Semifinale | 51"53       |                                          |
| 2016 | Giochi olimpici         | Rio de Janeiro | 4×400 m     | Argento    | 3'20"34     | [ 1 ]                                    |
| 2017 | World Relays            | Nassau         | 4×400 m     | Bronzo     | 3'28"49     | [ 1 ]                                    |
| 2018 | Giochi del Commonwealth | Gold Coast     | 4×400 m     | Oro        | 3'24"00     |                                          |
| 2018 | Campionati NACAC        | Toronto        | 400 m piani | 5ª         | 53"04       |                                          |
| 2018 | Campionati NACAC        | Toronto        | 4×400 m     | Argento    | 3'27"25     |                                          |
| 2019 | World Relays            | Yokohama       | 4×400 m     | 5ª         | 3'28"30     |                                          |